# Henry Moule

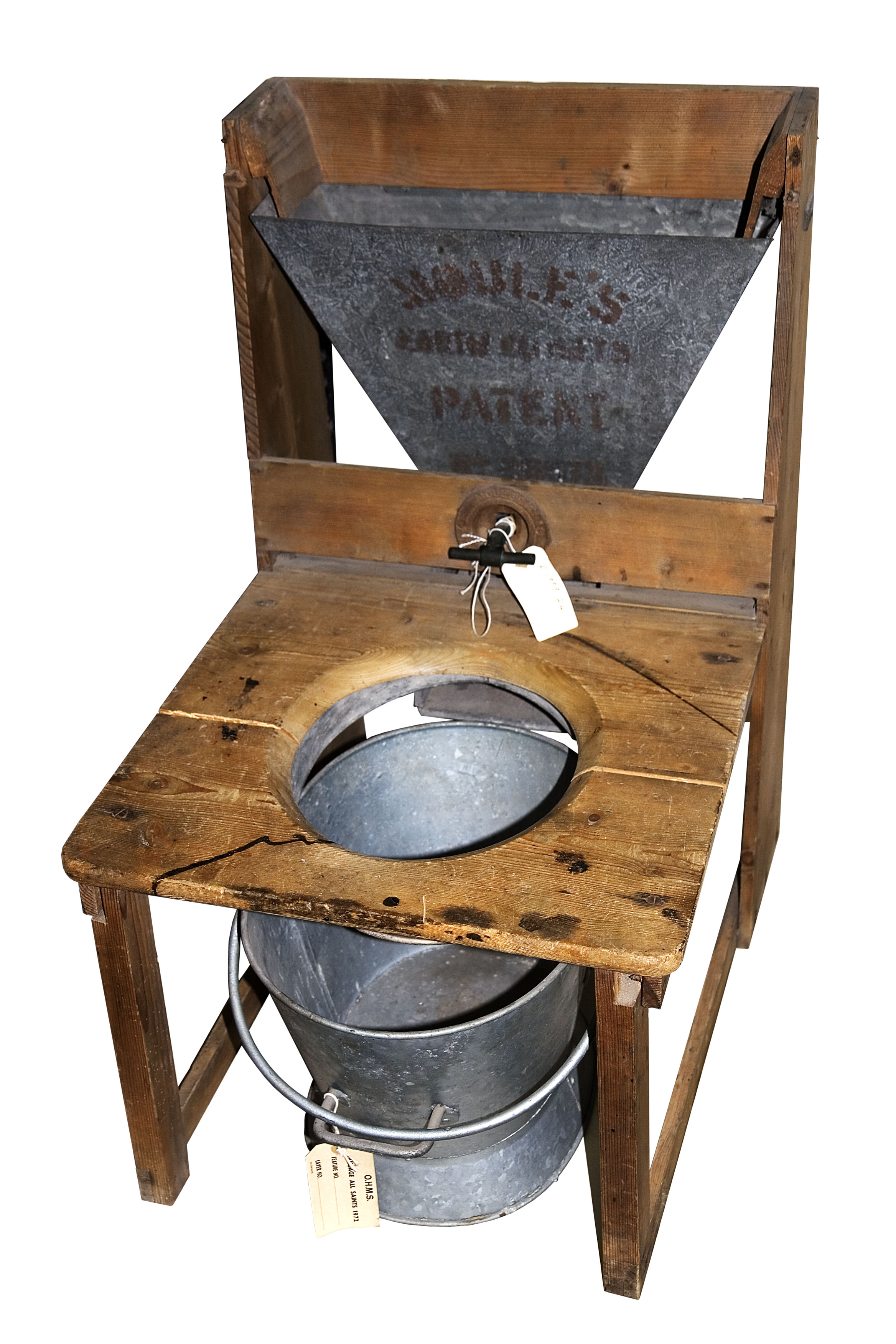
Henry Moule’s dry earth closet, erstmals patentiert 1860. Dieses Beispiel ist etwa von 1875

Henry Moule (* 27. Januar 1801 in Melksham; † 3. Februar 1880 in Fordington) war ein Pfarrer der Church of England und Erfinder der Trockentoilette (dry earth closet).

## Leben

### Ausbildung und Priesterschaft
Moule, sechster Sohn von George Moule (Anwalt und Bankier) wurde in Melksham, Wiltshire, England geboren und besuchte die örtliche Schule in Marlborough.
Anschließend kam er als Stipendiat an das St. John’s College in Cambridge, wo er 1821 abschloss.
1821 wurde er Vikar in seiner Heimatgemeinde Melksham und zog 1829 als Gemeindepfarrer nach Fordington (gehört heute zu Dorchester), wo er bis an sein Lebensende blieb.
Für einige Jahre übernahm er die Pflicht des Truppenpfarrers in den Kasernen von Dorchester. Zu diesem Zweck sowie für seine eigene Gemeinde baute er, teilweise aus dem Erlös seiner Kasernenpredigten 1846 eine Kirche, bekannt als Christ Church, West Fordington.

### Dry earth closet
Während der Cholera-Epidemien von 1849 und 1854 war er durch seinen Beruf mit den Lebensbedingungen der Menschen konfrontiert und erkannte einen Zusammenhang zwischen den hygienischen Verhältnissen und der Ausbreitung von Krankheiten, vor allem im Sommer 1858 während des Großen Gestanks, als mit der steigenden Zahl der Wasserklosetts in den Londoner Haushalten die bestehenden Sickergruben überflossen und die Fäkalien in die Themse gelangten. Daraufhin wandte Moule seine Aufmerksamkeit der Wissenschaft zu und begann 1859 mit der wasserlosen Beseitigung menschlicher Ausscheidungen zu experimentieren. Er erfand das, was dry earth system (Trockenerde-System) genannt wird: einen Stuhl, bei dem man zum Schluss durch Betätigen eines Hebels den Inhalt des Eimers unter dem Sitz mit einer Dosis trockener Asche, Erde oder Sägemehl bedeckt. Für dieses Verfahren, bei dem zusätzlich wertvoller Dünger entsteht, meldete er in Partnerschaft mit James Bannehr ein Patent an (Nr. 1316, vom 28. Mai 1860), veröffentlichte etliche Werke darüber und gründete zum Zwecke der Herstellung und der Vermarktung desselben das Unternehmen Moule Patent Earth Closet Co. Ltd..

Einige seiner Werke zu dem Thema:
- The Advantages of the Dry Earth System (Die Vorteile des Dry Earth Systems), 1868;
- The Impossibility overcome: or the Inoffensive, Safe, and Economical Disposal of the Refuse of Towns and Villages (Die Unmöglichkeit überwinden: oder die unbedenkliche, sichere und wirtschaftliche Entsorgung von Siedlungsabfällen), 1870;
- The Dry Earth System (Das Trockenerde-System), 1871;
- Town Refuse, the Remedy for Local Taxation (Städtische Abfälle, Heilmittel für die Gemeindesteuer), 1872;
- National Health and Wealth promoted by the general adoption of the Dry Earth System (Förderung von nationaler Gesundheit und Wohlstand durch die allgemeine Verbreitung des Trockenerde-Systems), 1873.

Das System kam in Privathäusern, in den ländlichen Regionen, in Militärcamps (beispielsweise dem Freiwilligencamp mit 2000 Mann in Wimbledon), in öffentlichen Gebäuden (wie der städtischen Schule in Dorchester) und in den Kolonien in Indien zum Einsatz und führte sowohl zur Einsparung von Betriebskosten als auch zur Beseitigung übler Gerüche und Durchfallerkrankungen.

### Weitere Lebensdaten
1855 schrieb er auch ein wichtiges Werk mit dem Titel "Acht Briefe an Prinz Albert, als Präsident des Rates des Herzogtum Cornwall, angeregt durch die Bedingungen in der Pfarrei Fordington, welche zu diesem Herzogtum gehörte.
In zwei Schreiben, veröffentlicht in The Times vom 24. Februar und 2. April 1874 sprach er sich für einen Plan zur Gasgewinnung aus Kimmeridger Schiefer aus.
Er starb im Fordingtoner Pfarrhaus am 3. Februar 1880.

1824 heiratete Moule Mary Evans Mullett († 21. August 1877). Sie hatten acht Söhne:
| Henry Joseph Moule       | 1825–1904 | Aquarellmaler und Freund von Thomas Hardy                        |
| George Evans Moule       | 1828–1912 | Missionar und Bischof von Mittelchina                            |
| Frederick John Moule     | 1830–1900 | Vikar der St Peters Church – Yaxley                              |
| Horatio Mosley Moule     | 1832–1873 | ebenfalls ein Freund von Thomas Hardy                            |
| Charles Walter Moule     | 1834–1921 | Bibliothekar und Präsident des Corpus Christi College, Cambridge |
| Arthur Evans Moule       | 1836–1916 | Missionar & Archidiakon von Mittelchina                          |
| Christopher Cooper Moule | 1838–1839 | als Kind gestorben                                               |
| Handley Carr Glyn Moule  | 1841–1920 | bekannter Theologe und Gelehrter und Bischof von Durham          |

Ein Enkel, C. F. D. Moule, war ein angesehener anglikanischer Theologe.

## Publikationen (Auswahl)
- 1845 Barrack Sermons (Kasernenpredigten)
- 1861 National health and wealth, instead of the disease, nuisance, expense, and waste, caused by cess-pools and water-drainage (Gesundheit und Wohlstand anstelle von Krankheit, Plage, Kosten und Abfall, verursacht durch Kotbecken und Wasserspülung)
- 1870 The Science of Manure as the Food of Plants (Die Erkenntnisse über Kot als Pflanzennahrung)